# Duitsland op het Eurovisiesongfestival 2019
Duitsland deed mee aan het Eurovisiesongfestival 2019 in Tel Aviv. De Duitse omroep NDR was verantwoordelijk voor de bijdrage. Er werd gekozen voor een nationale finale, Unser Lied für Israel. Omdat Duitsland tot de 'Big 5' hoort, mocht het gelijk in de finale plaatsnemen. Het duo S!sters kwam in de finale niet verder dan de 25e plaats met het liedje Sister.

## Unser Lied für Israel
De nationale voorronde bestond uit een finale, op 22 februari 2019. Hieraan deden zeven geselecteerde artiesten mee. De winnaar werd gekozen door televote, een Eurovisiepanel van 101 leden en een internationale jury.
| Unser Lied für Israel – 22 februari 2019 | Unser Lied für Israel – 22 februari 2019 | Unser Lied für Israel – 22 februari 2019 | Unser Lied für Israel – 22 februari 2019 | Unser Lied für Israel – 22 februari 2019 | Unser Lied für Israel – 22 februari 2019 | Unser Lied für Israel – 22 februari 2019 | Unser Lied für Israel – 22 februari 2019 | Unser Lied für Israel – 22 februari 2019 | Unser Lied für Israel – 22 februari 2019 | Unser Lied für Israel – 22 februari 2019 |
| Volgorde                                 | Artiest                                  | Liedje                                   | Eurovisie panel                          | Eurovisie panel                          | Internationale jury                      | Internationale jury                      | Televote                                 | Televote                                 | Totaal                                   | Plaats                                   |
| ---------------------------------------- | ---------------------------------------- | ---------------------------------------- | ---------------------------------------- | ---------------------------------------- | ---------------------------------------- | ---------------------------------------- | ---------------------------------------- | ---------------------------------------- | ---------------------------------------- | ---------------------------------------- |
| 1                                        | Gregor Hägele                            | "Let Me Go"                              | 592                                      | 5                                        | 100                                      | 4                                        | 26.053                                   | 5                                        | 14                                       | 6                                        |
| 2                                        | Aly Ryan                                 | "Wear Your Love"                         | 991                                      | 12                                       | 125                                      | 6                                        | 39.503                                   | 7                                        | 25                                       | 4                                        |
| 3                                        | Makeda                                   | "The Day I Loved You Most"               | 840                                      | 10                                       | 186                                      | 10                                       | 39.480                                   | 6                                        | 26                                       | 2                                        |
| 4                                        | BB Thomaz                                | "Demons"                                 | 566                                      | 4                                        | 117                                      | 5                                        | 20.697                                   | 4                                        | 13                                       | 7                                        |
| 5                                        | Lilly Among Clouds                       | "Surprise"                               | 789                                      | 8                                        | 158                                      | 7                                        | 83.677                                   | 10                                       | 25                                       | 3                                        |
| 6                                        | Linus Bruhn                              | "Our City"                               | 782                                      | 7                                        | 167                                      | 8                                        | 71.490                                   | 8                                        | 23                                       | 5                                        |
| 7                                        | S!sters                                  | "Sister"                                 | 640                                      | 6                                        | 187                                      | 12                                       | 93.413                                   | 12                                       | 30                                       | 1                                        |

De winnaar van de finale waren de S!sters met hun lied Sister. Hun lied stond onderaan bij de bookmakers en hun werd een laatste plaats voorspeld.

## In Tel Aviv
Duitsland stemde in de tweede halve finale. In de finale traden ze op als vierde, na Lake Malawi uit Tsjechië en voor Sergej Lazarev uit Rusland. De S!sters werden 25de, met 24 punten. De televoters gaven ze geen punten.
1956 · 1957 · 1958 · 1959 · 1960 · 1961 · 1962 · 1963 · 1964 · 1965 · 1966 · 1967 · 1968 · 1969 · 1970 · 1971 · 1972 · 1973 · 1974 · 1975 · 1976 · 1977 · 1978 · 1979 · 1980 · 1981 · 1982 · 1983 · 1984 · 1985 · 1986 · 1987 · 1988 · 1989 · 1990 · 1991 · 1992 · 1993 · 1994 · 1995 · 1996 · 1997 · 1998 · 1999 · 2000 · 2001 · 2002 · 2003 · 2004 · 2005 · 2006 · 2007 · 2008 · 2009 · 2010 · 2011 · 2012 · 2013 · 2014 · 2015 · 2016 · 2017 · 2018 · 2019 · 2020 · 2021 · 2022 · 2023 · 2024 · 2025
Albanië · Armenië · Australië · Azerbeidzjan · België · Cyprus · Denemarken · Duitsland · Estland · Finland · Frankrijk · Georgië · Griekenland · Hongarije · Ierland · IJsland · Israël · Italië · Kroatië · Letland · Litouwen · Malta · Moldavië · Montenegro · Nederland · Noord-Macedonië · Noorwegen · Oostenrijk · Polen · Portugal · Roemenië · Rusland · San Marino · Servië · Slovenië · Spanje · Tsjechië · Verenigd Koninkrijk · Wit-Rusland · Zweden · Zwitserland